# Cammi
Cammi (Camille Benally) es un personaje ficticio que aparece en los cómics estadounidenses publicados por Marvel Comics.

## Historia de publicación
Cammi apareció por primera vez en Drax the Destroyer #1 (noviembre de 2005), y fue creado por Keith Giffen y Mitch Breitweiser. 
Cammi aparece en la serie Avengers Arena como parte del evento de Marvel NOW!.
Cammi aparece como uno de los principales personajes de  Avengers Undercover a partir del 2014.

## Biografía del personaje
Cammille "Cammi" Benally era una niña de 10 años con un padre alcohólico y ausente, y una madre abusiva, vivía en el pequeño pueblo de Coot's Bluff, Alaska. Ella se encontró con Drax el Destructor cuando un barco-prisión se estrelló en la Tierra a las afueras de su ciudad. Cammi se hizo amiga de Drax y protegió Coot's Bluff de Paibok, Lunatik, y los Hermanos Sangre. Durante la batalla, Drax obtuvo un nuevo cuerpo. Más tarde una segunda nave-prisión llegó y arrestó a Drax y Cammi.
Después de llegar a Xandar, Cammi se unió a Drax, Nova y los otros guardianes de la galaxia para pelear contra Annihilus y sus ondas. Sobreviviendo el ataque Annihilus en la prisión intergaláctica conocida como la Kyln, Drax y Cammi trabajan en equipo con el último miembro del Cuerpo Nova de Xandarian, Richard Rider. Juntos luchan contra el avance de las ondas de Annihilus mientras Drax entrena para ser un guerrero. Durante una batalla entre las ondas de Annihilus y el United Front, Drax se queda para luchar contra los invasores mientras Cammi y el resto del grupo terminen la evacuación. Drax deja a Cammi con el United Front mientras él va a rescatar a Moondragon. Después de matar a Thanos sin ayuda de nadie, Drax regresó con Moondragon, pero no ha habido ningún reporte sobre el paradero de Cammi. Cammi es vista más tarde, viva, aliada de uno de los poderosos asistentes miniatura, Thanos.

### Avengers Arena
Cammi es uno de los dieciséis adolescentes secuestrados por Arcade, obligados a luchar entre sí hasta la muerte en su última versión de Murderworld. Al comenzar los juegos en Murderworld, Cammi lucha contra Rebecca Ryker y le da el apodo de Death Locket. Mientras que los jóvenes héroes duermen por la noche, son acechados por una criatura cibernética no identificada. Juston es atacado y el Centinela se encuentra trabajando se desploma alrededor de él aparentemente aplastándolo. La historia es contada por Cammi, quien está cazando al misterioso cazador. Después de una breve lucha ella hace equipo con Darkhawk para encontrar al acosador. Cammi es emboscada por X-23. Decepcionada en sí misma, Cammi se impone a sí misma en una sesión de intensiva de entrenamiento. Nico salva a Cammi de una avalancha utilizando el hechizo de "bola de nieve" y Chase la libera. Como agradecimiento, se ofrece a enseñarles habilidades de supervivencia a cambio de apoyo. Cammi también toma nota de la cifra de muertos es de cuatro, con dos oficialmente muertos y dos desaparecidos.
Después de ser herida por Apex, Nico se sacrifica quedándose atrás, esto con el fin de conseguir que algunos de los otros sobrevivientes llegaran a seguridad. Gracias a la ayuda de Nico los héroes adolescentes alcanzan a Hazman y Reptil, quienes los invitan a comer filete de tiburón con ellos. Cullen Bloodstone enfrenta a Reptil sobre su campamento en la playa, mientras que hay una guerra en otra parte. Cammi se pone del lado de Bloodstone antes de decir que ira a buscar a Nico o vengarla. Reptil se dirige de nuevo a intentar sacar a Hazmat fuera de su funk. El tema termina con todo el mundo estando de acuerdo para ir de vuelta a Murderworld. Después de la muerte de Nara, Nico finalmente se desata y trata de matar a todos. Cuando Chase se niega a que Cammi detenga a Nico, ella le rompe el brazo y la pierna, toma el amuleto Darkhawk para ella con el fin de evitar que Nico mate a todo el mundo. Cammi le devuelve el amuleto de nuevo a Chase cuando Apex desata insectos, un tifón, y una arena armada para atacar a los adolescentes que quedan en Murderworld. Poco después, Deathlocket detiene la lucha al matar a Apex, y todo el mundo es capaz de escapar Murderworld y dispersarse.

### Avengers Undercover
Una vez que se supo la noticia sobre los secuestros de Arcade, Anachronism y los otros sobrevivientes de Murderworld se convirtieron en infames. Cammi está de vuelta en Alaska, habiendo descubierto que su madre había sobrevivido a un atentado contra su vida por los enemigos del espacio de Cammi y luchando con su propia TEPT asistiendo a las reuniones de AA con su mamá. Más tarde, le dice a su madre que se marcha, a pesar de las protestas de ella. Cammi se reúne con Hazmat, Chase Stein, Nico Minoru, y Death Locket. Después Anachronism los convoca a Inglaterra. Sin embargo, cuando Anachronism revela que Bloodstone ha desaparecido, todos los sobrevivientes se convierten en equipo para ir a Bagalia a buscarlo. Una vez que encuentran a Bloodstone, él revela que disfruta de la vida entre los villanos, y los demás opinaron lo mismo, menos Cammi, empezar a disfrutar de ella también. Cuando Cammi trata de decirle a los demás que deberían marcharse, Bloodstone pide a Daimon Hellstrom que los teletransporte a la última fiesta de Arcade para poder matarlo. Hazmat mata a Arcade, por lo que los adolescentes temen que los busquen por asesinato. Barón Zemo les da una opción, pueden unirse a él o regresar a S.H.I.E.L.D. para recibir un castigo. Nico piensa en una alternativa, pretende unirse a Zemo, luego destruye su organización desde adentro y se demuestra que es un héroe para el mundo exterior. Cammi no quiere participar y escapa, pero es capturada por Constrictor y encarcelada. Después de varios meses, cava un pequeño agujero en su prisión y escucha por casualidad el plan de Zemo y también se da cuenta de que su compañero de celda no es otro que Arcade, cuyo cuerpo fue asesinado por Hazmat. Cuando Zemo engaña a los Vengadores para que ataquen a Bagalia después de proporcionar información errónea a Hazmat, atrapa a los Vengadores y roba el Helicarrier de S.H.I.E.L.D. Cammi es capaz de liberarse de su celular e interrumpe la diatriba de Zemo y prueba que los jóvenes Vengadores no mataron a Arcade y todo fue una configuración. Luego decide regresar al espacio exterior.

### Drax
Cammi se une al héroe llamado Planet Terry para tomar un contrato de mercenario en Drax. Pusieron a un lado sus diferencias para asegurarse de que un pequeño grupo de niños inocentes regresen a sus mundos de forma segura. Cammi continúa luchando con Drax a medida que surgen varios, como un asesino de emociones que intenta convertir a un dragón cósmico en un fanático de los asesinatos violentos. Una vez que se resuelven estas amenazas y peligros, Drax entrega su nave actual a Cammi, a Terry y a otras personas de las que se había hecho amigo en el camino y les insta a permanecer juntos como un nuevo equipo heroico.

## Poderes y habilidades
Cammi es hábil en el combate cuerpo a cuerpo y la gimnasia. Posee un buen instinto de supervivencia, y la habilidad de pilotar aeronaves. Viste un traje espacial, y utiliza un jetpack, una pistola de plasma, y una mina antipersonas.

## En otros medios
- Cammi aparece como personaje jugable en el juego Marvel: Avengers Alliance.[19]